# Euphyia psyra
Euphyia psyra är en fjärilsart som beskrevs av Druce 1893. Euphyia psyra ingår i släktet Euphyia och familjen mätare. Inga underarter finns listade i Catalogue of Life.